# Косор, Йосип
Йосип Косор (хорв. Josip Kosor; 27 января 1879, Дрниш, Австро-Венгрия — 23 января 1961, Дубровник, Хорватия) — хорватский писатель

 и драматург.

## Биография
В возрасте 23 лет переехал в Загреб, работал в юридической конторе, стал членом Ассоциации хорватских писателей и вскоре зарекомендовал себя как популярный писатель. Первым из хорватских писателей стал описывать жизнь «дна». В начале своего творчества описывал тяжёлую жизнь далматинских, боснийских и славянских крестьян (романы «Распутство», «Рабочие» и «Купа», сборники рассказов «Обвинение» и «Чёрные голоса»), из-за чего его прозвали хорватским Максимом Горьким.
С 1905 года путешествовал по Европе (Вена, Мюнхен, Берлин, Париж). Подружился со многими хорватскими (Иван Мештрович, Владимир Бецич, Мирко Рачки) и зарубежными деятелями искусства (Герман Бар, Стефан Цвейг, Станислав Пшибышевский, Максим Горький, Константин Станиславский и др.).
Автор романов, в том числе «Развал» (1906), рассказов, пьес. Драматург-натуралист. Писатель деклассированной среды, писатель богемы, не находящий себе пристанища ни в одном из борющихся классов. Отсюда его толстовское богоискательство, протест против разрушения капитализмом форм крестьянского общежития (роман «Развал», 1906, драма «Примирение», 1914) и, наконец, поиски компромисса между философскими системами двух борющихся классов — идеализмом и материализмом (драма «U Cafe du Dome»).
В 1910 году в Вене написал своё лучшее произведение — пьесу «Пожар страсти» (опубликована в 1912), которая имела большой резонанс за границей.
В межвоенный период побывал в Швейцарии, Скандинавии, СССР, Англии и Франции. После Второй мировой войны переехал в Дубровник, где и умер.
Трижды номинировался на Нобелевскую премию по литературе .

## Избранная библиография
- «Rasap», 1906.
- «Radnici», 1906.
- «Cupalo», 1907.
- «Požar strasti», 1912.
- «Mirne», 1916.
- «People of the Universe», 1917.
- «Razvrat», 1923.
- «Rotonda», 1925.
- «Miris zemlje i mora», 1925.
- «Pomirenje», 1926.
- «Atlantikom i Pacifikom», 1927.
- «White flames», 1929.
- U «Café du dôme»: drama u dva čina, 1926.